# وادي عبر (جبلة)

تعديل مصدري - تعديل

وادي عبر هي إحدى قرى عزلة الربادي بمديرية جبلة التابعة لمحافظة إب، بلغ تعداد سكانها 1071 نسمة حسب تعداد اليمن لعام 2004.